# Zajednica iz Taizéa
Zajednica iz Taizéa je međunarodna kršćanska ekumenska zajednica koju je osnovao brat Roger 1940. godine u Francuskoj. Nalazi se u Taizéu na jugu Burgundije.
Braća se zavjetuju za cijeli život na dijeljenje materijalnih i duhovnih dobara, na celibat i jednostavnost života. Danas zajednica okuplja više od stotinu braće, katolika i protestanata različitih podrijetala.
Od kasnih 1950.-ih godina na tisuće mladih iz brojnih zemalja dolaze u Taizé kako bi sudjelovali u tjednim susretima u molitvama i razmatranju Božje Riječi.

## Povijest
Godine 1940., u dobi od 25 godina, brat Roger napušta Švicarsku, kako bi otišao živjeti u Francusku.  Kad je započeo II. svjetski rat, bio je uvjeren da bez oklijevanja treba pomoći ljudima u nevolji. Smjestio se u malo selo Taizé, blizu linije razgraničenja koja je dijelila Francusku na dva dijela. Njegovi prijatelji iz Lyona počeli su davati adresu Taizéa ljudima kojima je trebalo sigurno mjesto.
U Taizéu je kupio kuću s pripadajućim zgradama koja je bila godinama nenaseljena. Zamolio je jednu od svojih sestara, Geneviève, da dođe i pomogne mu u pružanju gostoprimstva. Roditelji brata Rogera, znajući da su im sin i kći u opasnosti, zamolili su jednoga umirovljenog francuskog časnika, obiteljskog prijatelja, da pripazi na njih. Ujesen 1942. godine, on ih je upozorio da su njihove aktivnosti otkrivene i da svi trebaju smjesta napustiti mjesto. Tako je brat Roger do kraja rata živio u Ženevi gdje je i započeo zajednički život sa svojoj prvom braćom. Uspjeli su se vratiti u Taizé 1944. godine.
1945. je godine jedan mladi odvjetnik iz regije osnovao udrugu koja se brinula o djeci koja su izgubila roditelje u ratu. Predložio je braći da neke od njih prime u Taizé. Budući da muška zajednica ne bi mogla primiti djecu, brat Roger je zamolio svoju sestru Genevieve da se vrati i brine o njima te postane njihovom majkom. Nedjeljom su braća primala i njemačke ratne zatvorenike smještene u kampu u blizini Taizéa. Postupno, dolazili su i drugi mladi ljudi kako bi se priključili prvotnoj skupini i, na Uskrs 1949. godine, sedmorica su se braće zavjetovala na doživotni celibat i na zajednički život u jednostavnosti. Godine 1952./1953., osnivač zajednice napisao je Pravilo Taizéa.
Nakon nekoliko posjeta Taizéu, brat Alois, ondje je proveo nekoliko mjeseci pomažući kao dobrovoljac prije no što je 1974. godine primio molitveni habit Zajednice. Slijedeći Pravilo Taizéa koje je objavio 1953. godine, brat Roger ga je, u suglasnosti s braćom, tijekom Vijeća zajednice 1998. godine proglasio svojim nasljednikom. Pritisnut teretom godina, brat Roger je u siječnju 2005. godine obavijestio Zajednicu da će brat Alois preuzeti njegovu službu.
Prije nego što je preuzeo službu priora Zajednice, brat Alois je više godina koordinirao organizaciju međunarodnih susreta u Taizéu i Europskih susreta koji su održavani u različitim većim europskim gradovima. Prvih je mjeseci svoje nove službe brat Alois, zajedno s drugom braćom, obavio posjete papi Benediktu XVI., pravoslavnom patrijarhu Bartolomeju I. Carigradskom, susretu Svjetskog crkvenog vijeća u Porto Alegreu (Brazil), pravoslavnom patrijarhu Alekseju II. Moskovskom te nadbiskupu Canterburyja, Rowanu Williamsu.

## Europski susreti »Hodočašća povjerenja na zemlji«
Zajednica također organizira europske susrete »Hodočašća povjerenja na zemlji« u vrijeme oko Nove godine, koja se uglavnom održavaju u većim europskim gradovima, od 28. prosinca do 1.–2. siječnja.

### Popis gradova domaćina
- 1978. – Pariz, Francuska
- 1979. – Barcelona, Španjolska
- 1980. – Rim, Italija
- 1981. – London, Velika Britanija
- 1982. – Rim, Italija
- 1983. – Pariz, Francuska
- 1984. – Köln, Njemačka
- 1985. – Barcelona, Španjolska
- 1986. – London, Velika Britanija
- 1987. – Rim, Italija
- 1988. – Pariz, Francuska
- 1989. – Wrocław, Poljska
- 1990. – Prag, Češka
- 1991. – Budimpešta, Mađarska
- 1992. – Beč, Austrija
- 1993. – München, Njemačka
- 1994. – Pariz, Francuska
- 1995. – Wrocław, Poljska
- 1996. – Stuttgart, Njemačka
- 1997. – Beč, Austrija
- 1998. – Milano, Italija
- 1999. – Varšava, Poljska
- 2000. – Barcelona, Španjolska
- 2001. – Budimpešta, Mađarska
- 2002. – Pariz, Francuska
- 2003. – Hamburg, Njemačka
- 2004. – Lisabon, Portugal
- 2005. – Milano, Italija
- 2006. – Zagreb, Hrvatska
- 2007. – Ženeva, Švicarska
- 2008. – Bruxelles, Belgija
- 2009. – Poznań, Poljska
- 2010. – Rotterdam, Nizozemska
- 2011. – Berlin, Njemačka
- 2012. – Rim, Italija
- 2013. – Strasbourg, Francuska
- 2014. – Prag, Češka
- 2015. – Valencia, Španjolska
- 2016. – Riga, Latvija
- 2017. – Basel, Švicarska
- 2018. – Madrid, Španjolska
- 2019. – Wrocław, Poljska
- 2020. – Torino, Italija (otkazano; održano online u Taizéu)
- 2021. – Torino, Italija
- 2022. – Rostock, Njemačka
- 2023. – Ljubljana, Slovenija
- 2024. – Tallinn, Estonija
- 2025. – Pariz, Francuska

## Poveznice
- Taizé

## Vanjske poveznice
- Službene stranice Zajednice iz Taizéa

| Portal:Kršćanstvo | Portal: Kršćanstvo |